# Związek gmin Höri
Związek gmin Höri – związek gmin (niem. Gemeindeverwaltungsverband) w Niemczech, w kraju związkowym Badenia-Wirtembergia, w rejencji Fryburg, w regionie Hochrhein-Bodensee, w powiecie Konstancja. Siedziba związku znajduje się w Gaienhofen.
Związek zrzesza trzy gminy:
- Gaienhofen, 3 238 mieszkańców, 12,55 km²
- Moos, 3 270 mieszkańców, 14,38 km²
- Öhningen, 3 624 mieszkańców, 28,20 km²